# Pleistovultur nevesi
Pleistovultur nevesi är en utdöd fågel i familjen nya världens gamar inom ordningen hökfåglar som förekom under sen pleistocen eller tidig holocen i Sydamerika. Den beskrevs 2008 utifrån en fullständig och välbevarad tars funnen i Cuvierigrottan i Lagoa Santa, Minas Gerais, Brasilien. Fågeln var större än kungskondoren (Sarcoramphus papa) men mindre än andinsk kondor (Vultur gryphus).